# Eraclo

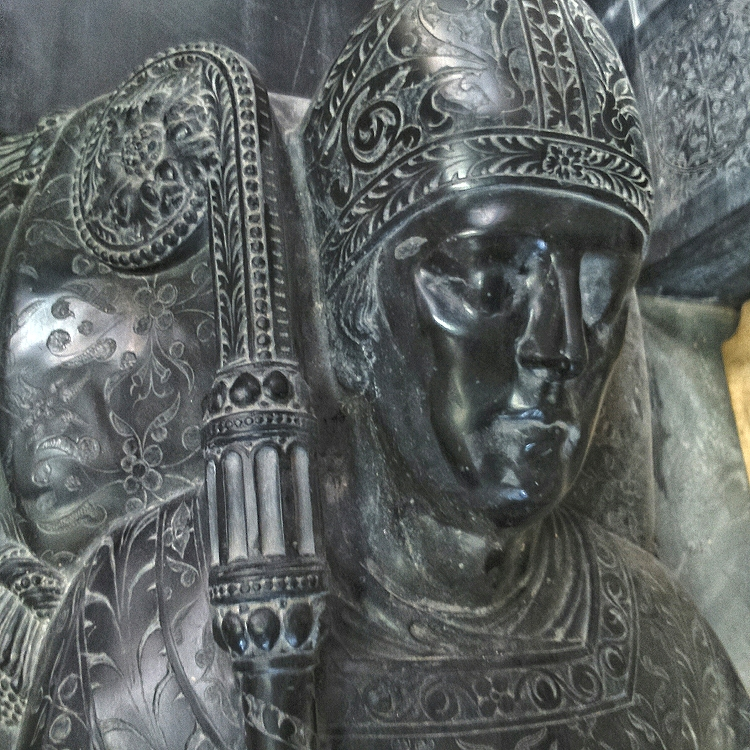

Eraclo, também Éracclio ou Evraclo, foi o 25º bispo de Liège (959-971). (959–971).

## Vida
Educado por Rathier, Eraclo serviu como reitor de Bonn, antes de ser eleito bispo de Liège com o apoio de Bruno de Colônia. Ele foi consagrado em 21 de agosto de 959. Enquanto bispo, ele fundou duas igrejas colegiadas, a de São Paulo (que mais tarde se tornou a Catedral de Liège) e a de São Martinho. Ele tinha uma devoção particular a Martinho de Tours, atribuindo a esse santo uma cura que ele havia experimentado.
Eraclo enfatizou fortemente a importância da bolsa de estudos, lançando as bases para que Liège se tornasse um centro internacional de aprendizado.
Em 968, ele acompanhou o imperador Otão I à Itália e, em 22 de dezembro, reuniu o exército do imperador em pânico durante um inesperado eclipse solar total.
Eraclo morreu em 27 ou 28 de outubro de 971 e foi enterrado na igreja de São Martinho que ele havia fundado.
Ele foi sucedido por Notker, que estabeleceria o Príncipe-Bispado de Liège.

## Escritos
- Uma carta para seu professor, Rathier
- Um relato de sua cura pela intercessão de São Martinho de Tours